# Benzingspitz
Die Benzigspitz ist ein 1735 m ü. NHN hoher Gipfel in den Schlierseer Bergen.
Der wenig ausgeprägte Gipfel befindet sich auf einem Grat zwischen Jägerkamp im Westen und Aiplspitz im Osten.
Über seinen mit Kreuz versehenen Gipfel verläuft die Gemeindegrenze zwischen Schliersee und Fischbachau.
Dieser kann einfach über einen Steig von der Schönfeldhütte aus erreicht werden.